# Незнамеровиці
Незнамеровиці (пол. Nieznamierowice) — село в Польщі, у гміні Русинув Пшисуського повіту Мазовецького воєводства.
Населення — 507 осіб (2011).
У 1975—1998 роках село належало до Радомського воєводства.

## Демографія
Демографічна структура станом на 31 березня 2011 року:
|          | Загалом | Допрацездатний вік | Працездатний вік | Постпрацездатний вік |
| -------- | ------- | ------------------ | ---------------- | -------------------- |
| Чоловіки | 253     | 58                 | 166              | 29                   |
| Жінки    | 254     | 56                 | 130              | 68                   |
| Разом    | 507     | 114                | 296              | 97                   |